# ВСУ-10
ВСУ-10 (изделие «21») — вспомогательная силовая установка на базе газотурбинного двигателя со свободной турбиной, вращающей приводной компрессор и генератор переменного тока через редуктор-мультипликатор. Применяется на советских и российских самолётах различных модификаций Ил-86 и Ил-96 разработки КБ Ильюшина. ВГТД ВСУ-10 разработан в Омском моторостроительном конструкторском бюро.
ВСУ-10 используется в качестве автономного энергоузла на земле при неработающих двигателях самолёта и в аварийных ситуациях в полёте. Запуск ВСУ возможен при стоянке самолёта на аэродромах с относительной высотой до 1000 метров, запуск в полёте до высоты 4000 метров, работа ВСУ в полёте возможна до высоты 5000 метров. Время непрерывной работы — до 15 часов. ВСУ обеспечивает:
- электропитание основных бортовых потребителей переменным током 208 вольт 400 гц.
- подачу воздуха в систему кондиционирования самолёта с расходом до 3,5 кг/с
- подачу воздуха на турбонасосные установки
- подачу воздуха в систему воздушного запуска маршевых двигателей.

На самолётах Ил-86/96 ВСУ установлена в хвостовой части самолёта в обогреваемом отсеке (от СКВ).

## История
Двигатель ВСУ-10 (изделие «21») разработан в Омском машиностроительном конструкторском бюро (КБ-8). Он создан на базе газогенератора турбовинтового двигателя ТВД-10Б. Государственные испытания прошёл в 1979 году.
Вскоре после начала серийного производства ВСУ-10 обнаружились проблемы, приводящие к выходу двигателя из строя. Связаны эти проблемы были как с конструктивными недоработками, так и с наличием больших отклонений выпускаемых деталей от требований ТУ чертежа. Это приводило к досрочным съёмам ВСУ-10 с самолётов. Из-за частого отсутствия запасных ВСУ-10 на самолётном заводе ВАСО или аэропортах, самолёты Ил-86 были неукомплектованы ВГТД и простаивали. Неоперативная работа завода им. Баранова по поставкам ВСУ-10 и ОМКБ по несвоевременному устранению дефектов вызвала большое недовольство эксплуатирующих организаций и МАП. На одном из совещаний МАП в апреле 1985 года министр предложил сделать организационные выводы. В результате с должности главного конструктора ОМКБ ушёл В. С. Пащенко, на смену ему пришёл В. Г. Костогрыз.

## Конструкция
ВСУ-10 конструктивно состоит из:
- газотурбинного двигателя ГТД-21
- редуктора-мультипликатора РМ-21
- приводного компрессора ПК-21
- генератора переменного тока ГТ40ПЧ6 сер. 2
- механизма перепуска воздуха за приводным компрессором

## Работа ВСУ
Запуск ВСУ возможен в одном из двух режимов: нормальном или экстренном. В нормальном режиме ВСУ за время не более 30 сек. выходит на режим малого газа, и после прогрева выводится на рабочие обороты, после чего возможно включение генератора и отбора воздуха. При экстренном запуске двигатель непосредственно выходит на номинальный режим, минуя режим малого газа, при этом отключаются все защитные системы.
Раскрутка ВСУ при запуске осуществляется двумя электростартерами СТ-107Б. Для запуска используются источники электрической энергии постоянного тока — наземная установка или бортовые аккумуляторные батареи.
Программа запуска реализуется автоматической панелью АПД-10. Ситема воспламенения топлива состоит из радиоизотопного агрегата СКН-22-1 и двух воспламенителей с двумя полупроводниковыми свечами СП-24ВА.

## Характеристики ВГТД ВСУ-10
Основные технические данные:
- Габаритные размеры двигателя:
  - ширина — 1035±10 мм.
  - высота — 1264±10 мм.
  - длина — 2225±10 мм.
- Масса двигателя (не более):
  - масса в состоянии поставки — 510 кг;
  - сухая масса (по ГОСТ 17106-79) — 213,02 кг;
- Часовой расход топлива, не более 120 кг/ч.
- Установленный ресурс двигателя:
  - до первого капитального ремонта (межремонтный) — 1500 ч/2100 запусков (по техническому состоянию);
  - назначенный ресурс — 4500 ч/6300 запусков.
  - срок службы (хранения) до первого капитального ремонта (межремонтный) — 6 лет (с последующим продлением по техническому состоянию до 10 лет).
- Основные параметры сжатого воздуха:
  - расход воздуха, не менее — 3,5 кг/с (возможность изменения до нуля).
  - абсолютное полное давление, не менее — 4,35 кг/см2.
  - температура, не более — 217,5 °C.
- Основные параметры электрической энергии:
  - мощность — 40 кВт/60 кВт (ВСУ-10-02).
  - напряжение — 208/120 В.
  - частота — 400 Гц.
- Применяемое топливо: ТС-1, РТ.

Основные модули и функциональные системы ВСУ-10:
- Генератор переменного тока.
- Система запуска.
- Газогенератор.
- Масляная система.
- Система защиты.
- Противообледенительная система.
- Система управления и контроля.
- Система топливопитания и регулирования.
- Редуктор-мультипликатор.
- Приводной компрессор (с механизмом перепуска воздуха за ним).

## Применение
ВСУ-10 применяется на следующих типах воздушных судов:
- Ил-86
- Ил-96
- Ил-80